# Allochernes longepilosus
Espèce
Allochernes longepilosus est une espèce de pseudoscorpions de la famille des Chernetidae.

## Distribution
Cette espèce est endémique de Tenerife dans les îles Canaries en Espagne. Elle se rencontre vers Roque de Caramujo.

## Publication originale
- Mahnert, 1997 : New species and records of pseudoscorpions (Arachnida, Pseudoscorpiones) from the Canary Islands. Revue suisse de Zoologie, vol. 104, no 3, p. 559–585 (texte intégral).